# Adam von Herberstorff

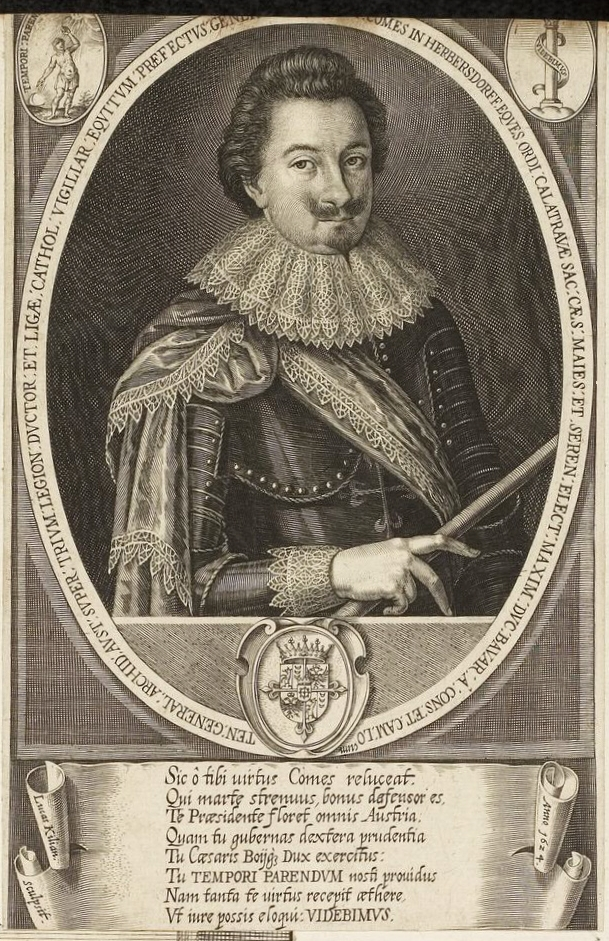
Graf Herberstorff, Kupferstich von Lucas Kilian (1624)

Adam von Herberstorff (seit 1623 Reichsgraf von Herberstorff; * 15. April 1585 auf Schloss Kalsdorf bei Ilz; † 11. September 1629 auf Schloss Ort am Traunsee) war ein österreichischer Adeliger und Offizier, der acht Jahre lang bayerischer Statthalter und dann Landeshauptmann von Oberösterreich war und als Unterdrücker der protestantischen Bauernaufstände in Oberösterreich in die Geschichte einging.

## Biografie

### Herkunft
Der spätere Graf entstammte der österreichischen Uradelsfamilie von Herberstorff, deren Stammsitz, Schloss Herbersdorf, heute im Ort Allerheiligen bei Wildon im Bezirk Leibnitz in der Steiermark, am linken Ufer der Mur gelegen ist. Er war der Sohn von Otto Freiherr von Herberstorff, (* 6. August 1551, † Ende 1601) der sich zu Radkersburg am 16. September 1576 mit Benigna von Lengheim vermählte. Adam war ein Enkel des Franz von Herberstorff und dessen zweiter Ehefrau Elisabeth von Herberstein.

### Leben

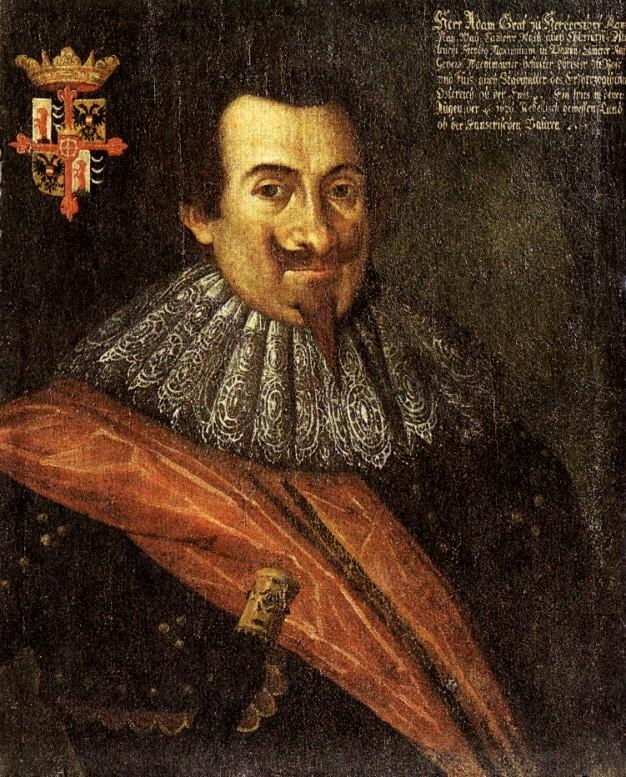
Ölporträt Graf Herberstorffs (17. Jahrhundert)

Adam von Herberstorff war wie seine Eltern ursprünglich Protestant, studierte daher nicht in Österreich, sondern in Lauingen an der Donau und in Straßburg und trat dann in die Dienste des protestantischen Pfalzgrafen Philipp Ludwig in Neuburg an der Donau. 1610 bis 1611 war er Pfleger in Beratzhausen, 1612 bis 1614 Landrichter in Sulzbach und 1614 Pfleger in Reichertshofen. Nachdem Pfalzgraf Wolfgang Wilhelm 1614 die Regierung angetreten hatte, wurde Herberstorff, der wie der Pfalzgraf zum Katholizismus übertrat, dessen Geheimrat und Statthalter im Herzogtum Pfalz-Neuburg und förderte trotz des Widerstrebens der Landstände eifrig und nachdrücklich die Rekatholisierung von Stadt und Herzogtum Neuburg. Im Jahr 1619 trat er in die Bayerische Armee als Rittmeister ein und diente dort ab 1620 als Oberst eines Kürassierregiments.
Am 8. Oktober 1619, zu Beginn des Dreißigjährigen Krieges, wurde zwischen Kaiser Ferdinand II. und Herzog Maximilian I. von Bayern – dem Haupt des oberländischen Direktoriums der Katholischen Liga – der wichtige Vertrag von München abgeschlossen, der als „Magna Charta der großen katholischen Allianz“ bezeichnet worden ist. Darin verpflichtete sich der Kaiser, mit seinem gesamten Besitz für alle dem Herzog aus der Kriegführung gegen die Protestanten entstehenden Schäden zu haften und ihm die Feldzugkosten – u. a. durch Verpfändung der Provinzen, die Maximilian dem Feind entreißen würde – zu ersetzen. Herberstorff zeichnete sich bei der Unterwerfung der protestantischen Stände Oberösterreichs durch Herzog Maximilian von Bayern im Juli 1620 aus. Er wurde daraufhin schon am 20. August 1620 vom Herzog in Linz den oberösterreichischen Ständen als Statthalter des eroberten und vom Kaiser Ferdinand II. an Bayern verpfändeten Landes vorgestellt.
Noch bevor er sein Amt antrat, schloss sich Herberstorff mit seinen Truppen der Armee der Katholischen Liga an und nahm am 8. November 1620 an der entscheidenden Schlacht am Weißen Berg teil. In der Folge kaufte er die dem protestantischen Ritter Hruška von Březno abgesprochenen Güter Toužetín und Bitozeves im Rakonitzer und Saazer Kreis, das böhmische Incolat und wurde von Kaiser Ferdinand II. am 8. April 1623 in den Reichsgrafenstand erhoben. Er erhielt auch die Herrschaft Ort am Traunsee, die früher den Herren von Scherffenberg gehört hatte, und die Herrschaft Tollet im Hausruckviertel, die der protestantischen Familie der Jörger von Tollet entzogen worden war. Im Jahr 1625 wurde Herberstorff in den alten Herrenstand Österreichs ob der Enns (heute Oberösterreich) aufgenommen.
Während seiner rund achtjährigen Statthalterschaft residierte Graf Herberstorff als Chef der bayerischen Verwaltung in Oberösterreich im Linzer Schloss. Auf Wunsch Kaiser Ferdinands erfolgte unter seiner Verantwortung die gewaltsame Rekatholisierung des Landes nach dem gegenreformatorischen Rechtsprinzip cuius regio, eius religio.

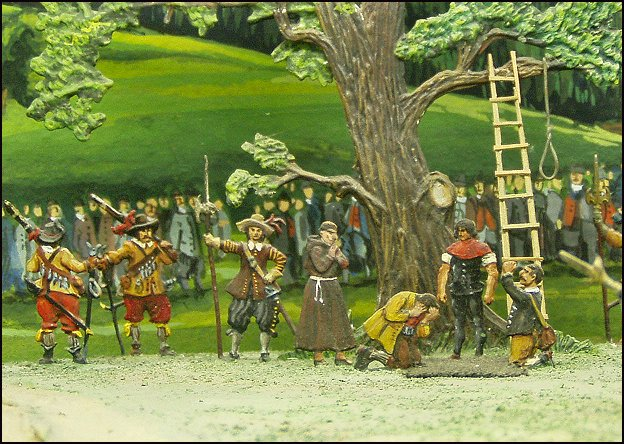
Frankenburger Würfelspiel – Zinnfigurendiorama aus dem Peuerbacher Bauernkriegsmuseum (Ausschnitt)

Im Mai 1625 kam es wegen der Einsetzung eines katholischen Pfarrers in Frankenburg am Hausruck zu einer Rebellion, an der sich schließlich etwa 5000 bewaffnete Untertanen beteiligten. Graf Herberstorff ging mit äußerster Strenge vor. In Anwendung des Kriegsrechts ließ er die Vertreter der am Aufruhr beteiligten Orte und Pfarren am 15. Mai am Haushamerfeld um ihr Leben würfeln. 16 Verlierer und eine weitere Person wurden ohne Verfahren gehängt (Frankenburger Würfelspiel).
Den Funken zu einem neuerlichen Aufstand lieferte am 17. Mai 1626 eine Rauferei in Lembach im Mühlviertel, bei der sechs bayerische Soldaten erschlagen wurden. Die Bauern erhoben sich unter Stefan Fadinger und Christoph Zeller in einem allgemeinen Aufstand gegen den verhassten Statthalter, dem sich auch städtische Handwerker und Vertreter der städtischen Intelligenz und sogar vereinzelte Adelige wie Achaz Willinger (Nachfolger Fadingers als Oberhauptmann) anschlossen. Da bis zu 40.000 Mann unter Waffen standen, konnten sie den Söldnern Herberstorffs mehrfach – insbesondere vor Peuerbach – schwere Niederlagen zufügen und ihn in der Landeshauptstadt Linz belagern. Nur durch das Zusammenwirken der österreichischen und der bayerischen Truppen unter dem Feldherrn der Katholischen Liga, Gottfried Heinrich zu Pappenheim, einem Stiefsohn Herberstorffs, konnten die Aufständischen in zwei Schlachten am 9. November 1626 bei Emling nahe Eferding und am 15. November bei Pinsdorf nahe Gmunden am Traunsee besiegt werden. Da die Bauern, selbst als die Schlachten schon verloren waren, weder zurückwichen noch um Gnade baten, sondern sich töten ließen, kam es zu einem Gemetzel, bei dem über 12.000 Aufständische fielen. Pappenheim bewunderte die Kampfkraft der Aufständischen und soll gesagt haben, er getraue sich mit 500 dieser Bauern 1000 seiner eigenen Söldner zu schlagen. Die Rädelsführer des Aufstandes wurden nach peinlicher Befragung (Folter) hingerichtet.
Nachdem Kaiser Ferdinand II. dem Kurfürsten von Bayern als Kompensation die eroberte Oberpfalz und Teile der Unterpfalz überlassen hatte, kam das Erzherzogtum Österreich ob der Enns wieder an das Haus Österreich. Am 5. Mai 1628 übergab Graf Herberstorff in einer feierlichen Zeremonie in Linz – in Gegenwart der versammelten Stände – die Statthalterschaft an die kaiserlichen Kommissäre, Anton Franz Wolfradt, Geheimer Rat, Präsident der Hofkammer und Abt des Benediktinerstiftes Kremsmünster, Heinrich Freiherr von Salburg, kaiserl. Kämmerer und Rat, und Johann Spindler von Hofegg, Hofkammerrat.
Diese führten interimistisch die Verwaltung bis zum 30. August, dem Tag, an dem der Kaiser – zur allgemeinen Überraschung – den vor Ort verhassten Grafen Herberstorff zum Landeshauptmann von Österreich ob der Enns ernannte.
Er konnte diese Funktion jedoch nur kurze Zeit ausüben. Von einem Besuch in München, bei dem er versuchte, Forderungen aus früher geleisteten Diensten geltend zu machen, kehrte er krank nach Österreich in sein Schloss Ort zurück, wo er kurz darauf plötzlich am 11. September 1629 in den Armen seines Beichtvaters verstarb. Er war der Letzte seines alten Geschlechtes.

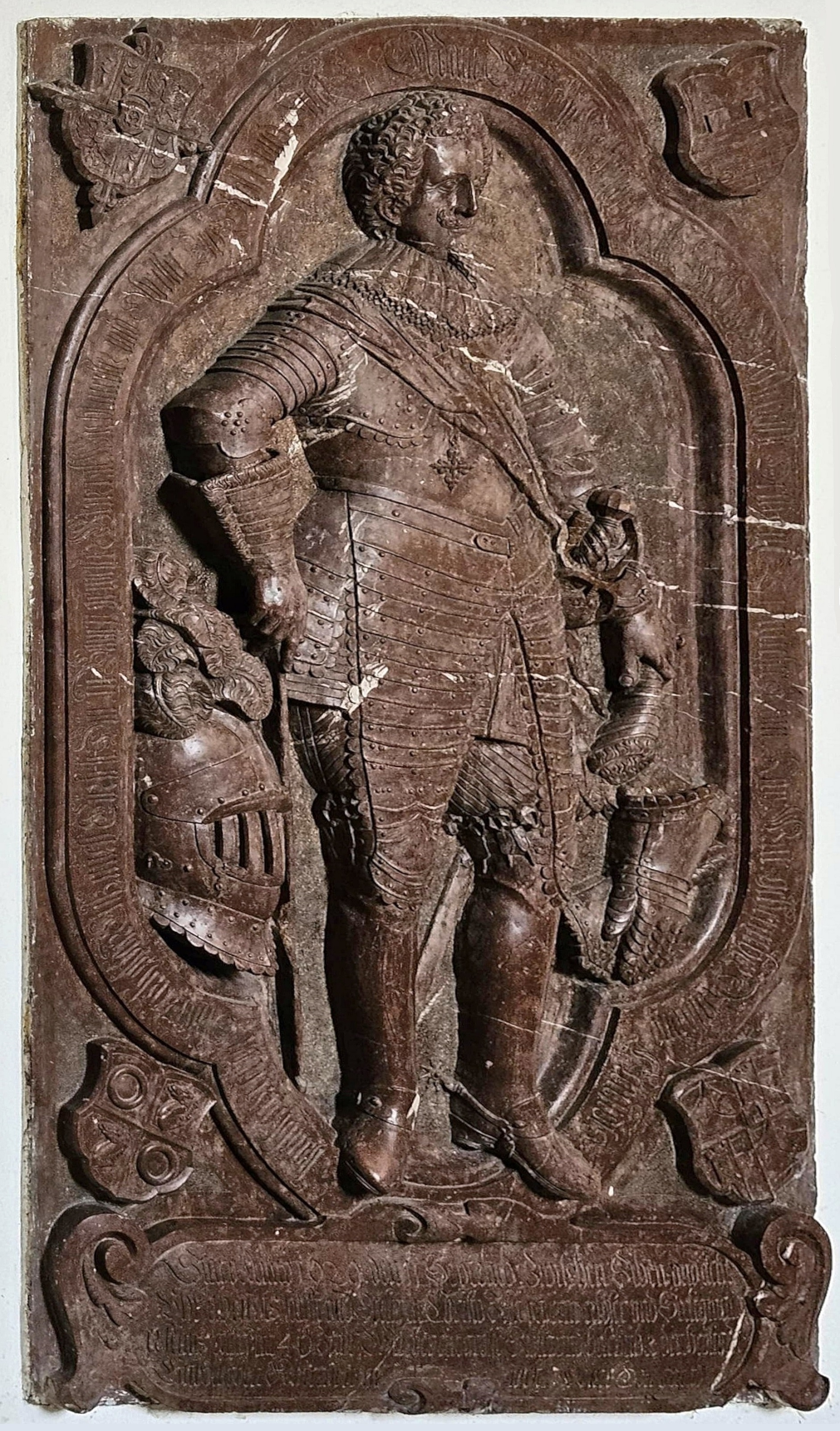
Pfarrkirche Altmünster - Herberstorff-Epitaph

Graf Herberstorff war Ritter des spanischen Ordens von Calatrava, kaiserlicher und kurbayerischer Geheimer Rat und Kämmerer sowie kurbayerischer Oberst über ein Regiment zu Ross und zu Fuß. Seine letzte Ruhestätte befindet sich in der Allerheiligenkapelle der Pfarrkirche Altmünster am Traunsee in Oberösterreich. Die Grabplatte aus rotem Marmor zeigt eine lebensgroße Darstellung von Herberstorff in voller Rüstung.

### Ehe
Herberstorff, damals noch Freiherr, heiratete mit 22 Jahren 1607 Maria Salome Freiin von  Preysing-Kopfsburg, eine Tochter des Heinrich Freiherrn von Preysing zu Kopfsburg und dessen Ehefrau, Benigna Thurmerin (Taimerin?) von Mühlheim. Sie war um etwa zehn Jahre älter als Herberstorff und in erster Ehe seit 1593 mit dem Freiherrn Reichserbmarschall Veit zu Pappenheim, (* 16. Juni 1535, † 1600) vermählt gewesen.
Herberstorff wurde dadurch zum Stiefvater der fünf Kinder aus der ersten Ehe seiner Frau und damit insbesondere auch des später berühmten Reitergenerals des Dreißigjährigen Krieges, Erbmarschall Gottfried Heinrich Graf zu  Pappenheim (* 1594, † Leipzig  17. November 1632).
Da seine Ehe kinderlos blieb und Graf Herberstorff als Letzter seines Hauses verstarb, verkaufte seine Witwe 1634 die Herrschaft Ort an ihren entfernten Verwandten, Johann Warmund, seit 1645 Reichsgraf von Preysing (* 1573, † 1648), und die Herrschaft Tollet am 17. März 1637 an Wenzel Reichard, seit 1646 Graf und Herr v. u. z. Sprinzenstein und Neuhaus (* 1597, † Wien 1651). Sie starb 1648.

### Grab
Das lange verschollene Gruftgrab wurde 1973 bei Baggerarbeiten im Verlauf der Renovierungen in der Pfarrkirche Altmünster wiederentdeckt: Es enthielt einen Kupfersarkophag mit den Überresten Herberstorffs und daneben ein weiteres Skelett, das als das seiner Frau Maria Salome identifiziert wurde. Da das Grundwasser zeitweise bis zu vierzig Zentimeter hoch stand, waren die Holzsärge verrottet und der Boden etwa zwei Zentimeter mit schwarzer glitschiger Masse bedeckt. Der Sarkophag Herberstorffs wurde geborgen und befindet sich heute in der Allerheiligenkapelle der Pfarrkirche Altmünster.